# Sapore di miele (opera teatrale)
Sapore di miele (A Taste of Honey) è un'opera teatrale della drammaturga inglese Shelagh Delaney, debuttata a Londra nel 1958.

## Trama

### Primo atto
Helen e la sua figlia adolescente, Jo, si trasferiscono in uno squallido appartamento nella Salford degli anni cinquanta. Le due sono povere e l'unico introito proviene dai soldi che gli amanti di Helen danno alla donna per il piacere della sua compagnia. Jo e Helen hanno un rapporto conflittuale, segnato dal bisogno di indipendenza di entrambe. Jo mostra alla madre i suoi disegni, da cui si evince che la giovane ha un grande talento, anche se Helen non è particolarmente colpita né interessata al talento. Peter, un giovane amante di Helen, entra in casa delle donne: Jo sospetta che la madre abbia voluto cambiare casa per sfuggirgli, ma l'uomo - pur sorpreso dall'età di Helen, che non aveva capito essere così vecchia prima di averne visto la figlia - le chiede di diventare sua moglie. Qualche giorno dopo Jo torna a casa con il fidanzato, un marinaio di colore che le chiede di sposarlo non appena saranno trascorsi i sei mesi che gli restano di servizio in mare. La ragazza accetta la proposta e l'anello, anche se se lo appende al collo anziché infilarlo al dito per nascondere in questo modo il fidanzamento alla madre. Jo decide anche di interrompere gli studi per trovare un lavoro in vista delle nozze. Helen informa la figlia che sposerà Peter, che viene a visitare le due donne e conversa con loro. La relazione conflittuale tra le due donne finisce per coinvolgerlo velocemente e Jo si trova a litigare con la madre ed il fidanzato insieme, ma anche Helen, confusa da un alleato insospettato, finisce per attaccare sia la figlia che l'amante. Per impedire le nozze, Jo comincia a flirtare con Peter per far ingelosire la madre. Dopo che Peter e Helen sono partiti per le vacanze di Natale, lasciando sola Jo, il marinaio viene a consolare la ragazza affranta. Jo lo invita a passare con lui il Natale, anche se ha il presentimento che, dopo i sei mesi di servizio in marina, il ragazzo non tornerà da lei. Il giorno dopo Natale Helen sta per sposarsi ma Jo rifiuta di andare al matrimonio, adducendo un raffreddore come scusa. Helen allora nota la collana con l'anello e scopre la verità: sgrida violentemente la figlia e, in una rara occasione di affetto materno, si preoccupa per lei. Jo vuole sapere da Helen del suo vero padre. La madre le confessa di aver tradito il marito con un uomo più giovane, dal quale lei ebbe Jo. Finito il racconto, Helen va a sposarsi con Peter.

### Secondo atto
Alcuni mesi dopo, troviamo Jo che vive da sola in un appartamento altrettanto squallido e lavora come commessa di giorno e in un pub di notte per poter permettersi l'affitto. Jo è incinta e il marinaio non è più tornato da lei. Rientra a casa accompagnata da Geof, un giovane studente d'arte, implicitamente omosessuale, il quale è stato sfrattato dalla precedente padrona di casa che sospettava si intrattenesse con altri uomini. Jo è curiosa di conoscere l'orientamento sessuale del giovane ma lo fa in modo poco cortesi; indispettito, Geof critica i disegni della giovane. La ragazza si scusa e lo invita a trasferirsi da lei: Geof accetta e tra i due nasce un'amicizia. Geof le è molto d'aiuto anche con la gravidanza, e la consola quando è depressa o irritabile. Geof cerca anche di nascondere la propria omosessualità baciando Jo e chiedendole di sposarla, proposta che la giovane declina. Helen, informata da Geof, le fa visita. La lite tra i tre personaggi è inevitabile. Helen offre alla figlia dei soldi e la prospettiva di tornare a casa da lei, ma proprio in quel momento Peter entra nell'appartamento, ubriaco, e nega alla figliastra tanto il denaro quanto l'ospitalità. Umiliata, Helen torna a casa sua con Peter. Passano alcune settimane e Jo è prossima al parto. La ragazza è felice con Geof, anche se è preoccupata che il figlio possa nascere un po' ritardato, dato che Helen le aveva descritto il padre come non particolarmente sveglio. Geof le ha portato un bambolotto per allenarsi a cullare ed accudire il bambino, ma Jo rifiuta il bambolotto perché è bianco: un colore sbagliato dato che il padre del nascituro è nero. Mentre i due prendono il tè, Helen arriva in casa con una valigia. Il matrimonio con Peter è finito e l'uomo l'ha sbattuta fuori di casa, perciò Helen ha deciso di trasferirsi dalla figlia. Helen esaspera Geof fino a costringerlo a lasciare l'appartamento mentre la figlia dorme. Quando Jo si sveglia Helen finge che Geof sia soltanto andato a fare la spesa, ma si infuria quando scopre che il padre del nascituro è nero. Helen decide allora di andare in un pub a bere, nonostante il fatto che in quel momento a Jo sono iniziate le doglie. Rimasta sola e in procinto di partorire, Jo canta una melodia che le ha insegnato Geof. Jo conta sulla presenza del ragazzo per accudire al bambino e non sa ancora che il giovane non tornerà più.

## Personaggi e interpreti
| Personaggio | Descrizione                                                                                               | Londra, 1958    | Broadway, 1960     | Broadway, 1981 | Londra, 2014      |
| ----------- | --- | --------------- | ------------------ | -------------- | ----------------- |
| Helen       | Una donna indurita dagli anni e la fatica, con tendenze all'alcolismo e a scegliere uomini discutibili.   | Avis Bunnage    | Angela Lansbury    | Valerie French | Lesley Sharp      |
| Josephine   | Detta "Jo", figlia adolescente di Helen, con un talento per il disegno.                                   | Frances Cuka    | Joan Plowright     | Amanda Plummer | Kate O'Flynn      |
| Geofrey     | Studente d'arte omosessuale, coinquilino e amico di Jo.                                                   | Murray Melvin   | Andrew Ray         | Keith Reddin   | Harry Hepple      |
| Marinaio    | Personaggio senza nome, il giovane di colore che mette incinta Jo prima di partire con la marina inglese. | Clinton Jones   | Billy Dee Williams | Tom Wright     | Eric Kofi Abrefa  |
| Peter       | Il nuovo marito di Helen, più giovane e alcolista.                                                        | Nigel Davenport | Nigel Davenport    | John Carroll   | Dean Lennox Kelly |

## Adattamenti
Trasposizioni cinematografiche:
- Sapore di miele di Tony Richardson (1961).